# Палеотропічне флористичне царство

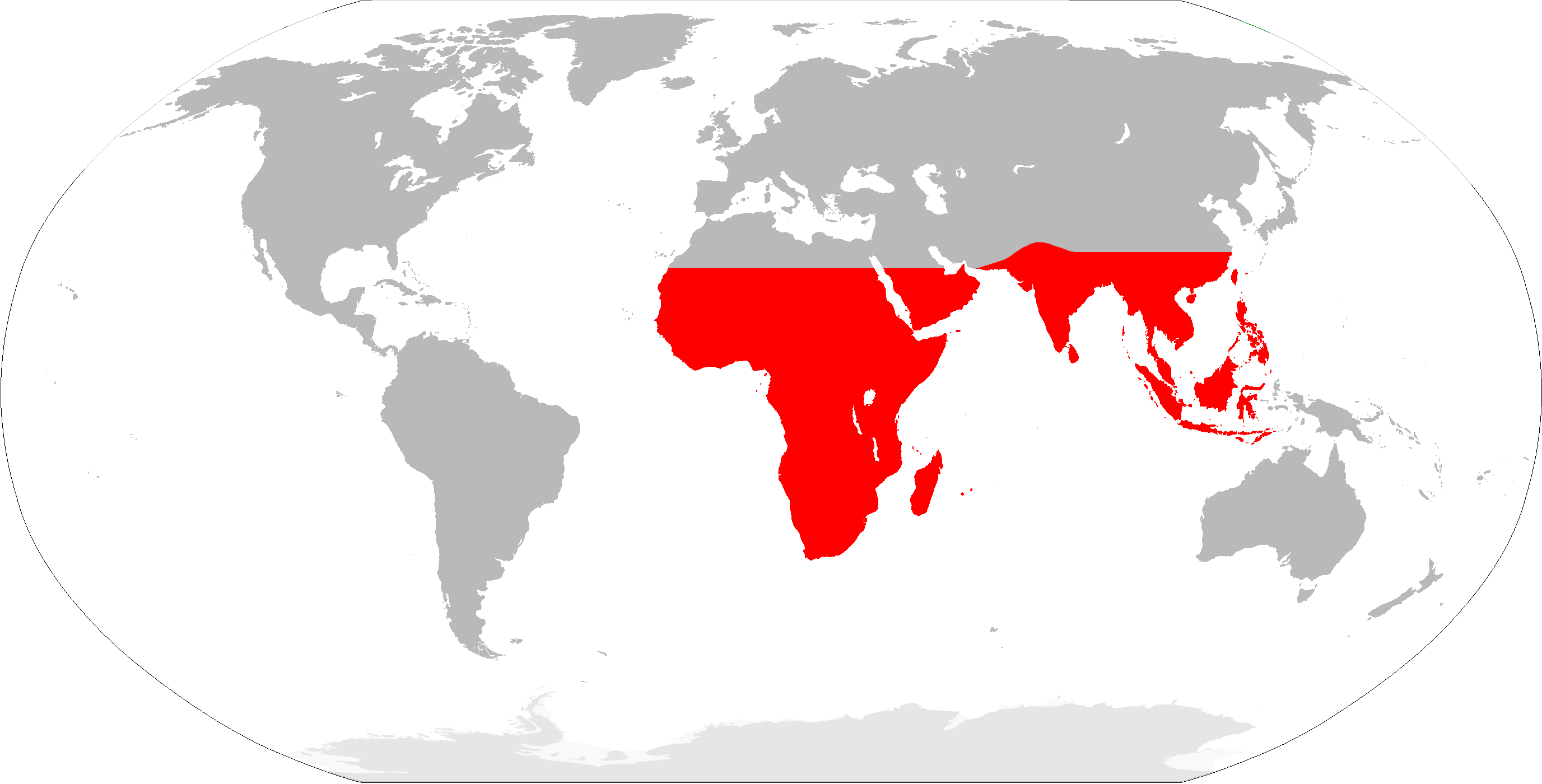
Межі палеотропіку

Палеотропічне флористичне царство (від дав.-гр. παλαιός — древній і тропіки) — одне з флористичних царств суші земної кулі. Займає друге місце за площею і перше — за багатством і різноманітністю видів, серед інших царств.

## Характеристика
Палеотропічне царство займає Африку на південь від тропіка Рака (за винятком невеликої південно-західної частини, що належить до Капської області), південно-західну частину Аравії, Індостан, південні частини Китаю, Філіппіни, Малайський архіпелаг, Нова Гвінея, Нова Зеландія і острови Тихого океану. У Тихому океані північна межа проходить від Тайваню і Гавайських островів, південна межа охоплює Чатам і Нову Зеландію і проходить по протоці Торесса, виключаючи Австралію. В Атлантичному океані до даної належать острів Святої Олени і острів Вознесіння.

## Поділ на підцарства
Загальноприйнятого поділу царства на підобласті немає. Одні умовно ділять його на два підцарства — Малезію (Південно-Східна Азія, Малайський архіпелаг, острови Тихого океану) та Індо-Африку (тропічна Африка, тропічна область Південно-Західної Азії, Індостан); інші — на 10-15 підобластей, різних за протяжністю, площі і ступеню самобутності флори.
Основні підрозділи Палеотропічного царства характеризуються розвитком волого-лісових саваннових і листопадно-лісових рослинних комплексів.
З точки зору характеру флори, палеотропічне царство можна поділити на такі області:

### Африканське підцарство
Порівняно небагата флора, з приблизно 30000 видами, є результатом посушливого клімату Африки.
- Область афро-азійських пустель. Відрізняється бідним видовим складом рослинності. Тут налічується всього близько 2200 видів рослин, 300 з яких зустрічається Сахарі.
- Сенегальсько-Суданська область. Видовий склад не відрізняється різноманітністю, включає в себе близько 300 видів рослин.
- Область східно-африканських височин. Поряд з тропічними родинами є родини з середземноморської області. Багато видів з так званої афро-альпійської гірської рослинності, зустрічаються види, що відносяться до голарктичного рослинного царства.
- Західно-африканська область характеризується найбагатшою африканської флорою. Також тут зустрічаються рослини з неотропічного царства — родина Caricaceae, пальми Elaeis.
- Африканська південно-східна
- Південно-африканська область. У даному регіоні зростає флора, яка залишилася з мезозойської ери і збереглася в єдиному виді, представленому Вельвічія дивовижною (Welwitschia mirabilis). Широко представлені родини південних рослин (Аїзоонові і Товстянкові), акація (Acacia), молочай (Euphorbia), верес (Erica) та інші.
- Область островів Вознесіння і Святої Єлени відрізняється бідною рослинністю. Первісна флора області була знищена, в результаті чого тут присутні тільки 39 видів рослин (100 років тому їх було ще 79). В даний час флору цієї області, що включає близько 500 видів, складають рослини, інтродуковані з Європи.

### Мадагаскарське підцарство
- Мадагаскарська область. 77 % видів рослин регіону є ендеміками.

### Індо-малезійське підцарство
Найбагатший рослинністю регіон, який характеризується найбільшим у світі скупченням рослин.
- Індійська область. Флора області складається приблизно з 21000 видів.
- Південно-східна азійська область відрізняється дуже багатою рослинністю — 28000 видів. У горах трапляються рослини голарктичного царства: соснові (Pinaceae), горіхові (Juglandeceae), букові (Fagaceae), вербові (Salicaceae), яворові (Асегасеае). Також тут зростають рослини з південної півкулі: Podocapaceae, Араукарієві (Araucariaceae) та Restionaceae.
- Індо-малайська область відноситься до найбагатших щодо рослинності областей у світі — приблизно 35000 видів, на острові Борнео 12000 видів рослин, на Філіппінах — 10000.

Саме в цій області сконцентровано максимальну кількість родин — приблизно 220. У даній області є найбільше скупчення папоротей. З півдня має місце проникнення видів, характерних для австралійської флори: евкаліптові (Eucaliptus), Araucariaceae, ревеневі (Casuarinaceae)
- Область Нової Гвінеї.

### Полінезійське підцарство
- Гавайська область 92 % рослин цій області — ендеміки
- Полінезійська область
- Меланезійско-мікронезійська область.

### Новокаледонське підцарство
- Новокаледонська область. Близько 3000 видів, з яких 91 % становлять ендеміки. Тут відзначається найбільш яскраво виражене явище ендемізму в світі.

## Видовий склад
Флора багата і сильно диференційована, що зумовлено значним острівним характером і розчленованістю суші, широким діапазоном кліматичних умов, різною історією окремих дільниць області, їх формування та взаємозв'язків.
У складі флори провідні місця належать передусім пантропічним родинам — широко поширені пальми, тутові, молочайні, маренові, мімозові, цезальпінієві, миртові, меластомові, акантові, ароїдні, пасифлорові, ніктагінові, молочайні, пасльонові, бананові. Більшість з них представлені специфічними родами і групами. Широко представлені у видовому відношенні родини: злакові, осокові, бамбукові, метеликові, складноцвіті, орхідні.
На відміну від інших областей, пальми не беруть помітної участі в утворенні тропічних лісів.
Меншу, але істотну роль у формуванні флори відіграють ендемічні родини.
Для даної області характерна ціла низка ендемічних родин. Особливо високий рівень ендемізму відзначається в острівних, дуже ізольованих підобластях, таких, як Гавайська, Новокаледонська, Мадагаскарська.
Так, двокрилоплодні (Dipterocarpaceae), представлені великими деревами. Панданові (Pandanaceae), що ростуть по берегах моря, в мангрових болотах, в гирлах річок виходять за межі області до Північної Австралії.
Раффлезієві (Rafflesiaceae), що трапляються на Великих Зондських островах і на Філіппінах, представлені паразитами, що живуть виключно за рахунок дерев лісу.
Непентесові (Nepenthaceae), які включають в себе трав'янисті, частково епіфітні, ліанові рослини, комахоїдні рослини на заході поширені не далі Мадагаскару — багато видів мають криночки, які служать ддя ловлі комах.
Родина Апоногетонові, представники якого є підводними рослинами з листям, у яких є лише тонка мережа жилок, а м'якоть листя відсутня.
З ендемічних родів також слід зазначити ротангові пальми-ліани (Calamus), що досягають довжини до 400 м, пальми-каріота (Caryota), арека (Areca ), орхідеї роду дендробіум.

## Фотогалерея

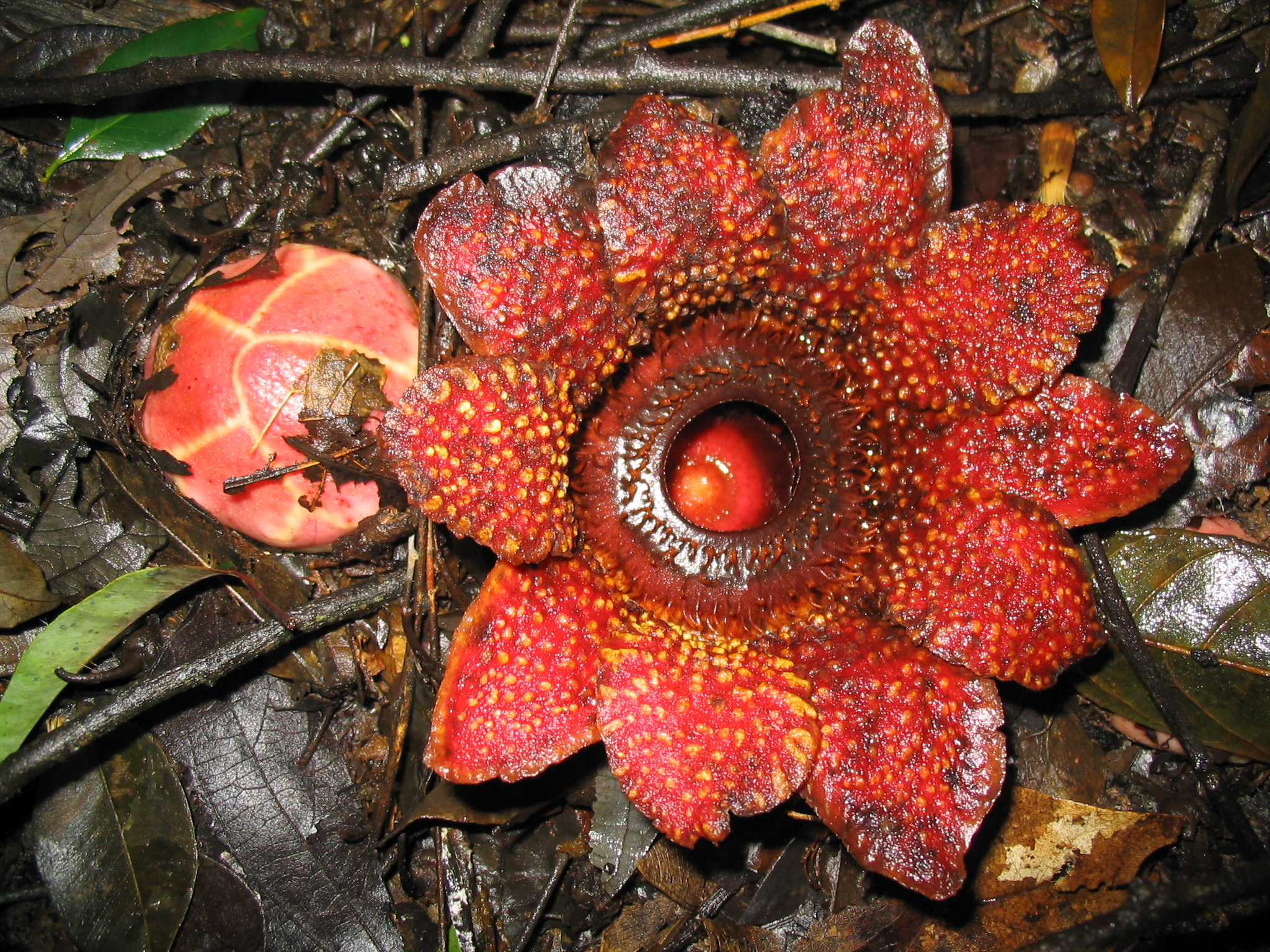
Sapria з родини Раффлезієві
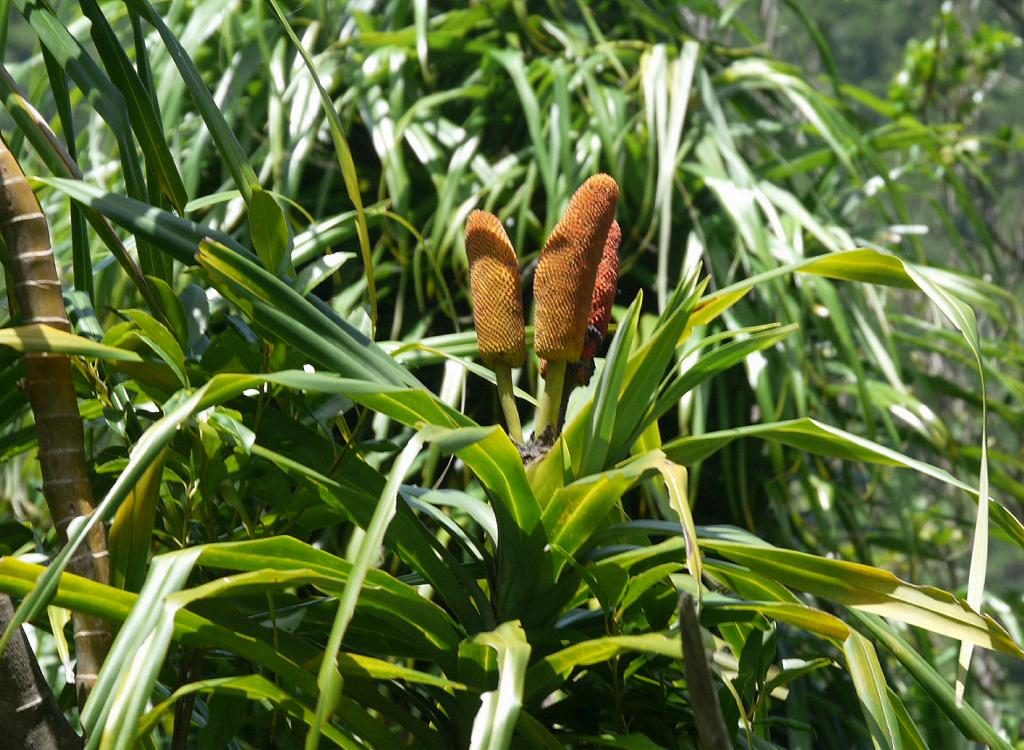
Freycinetia formosana
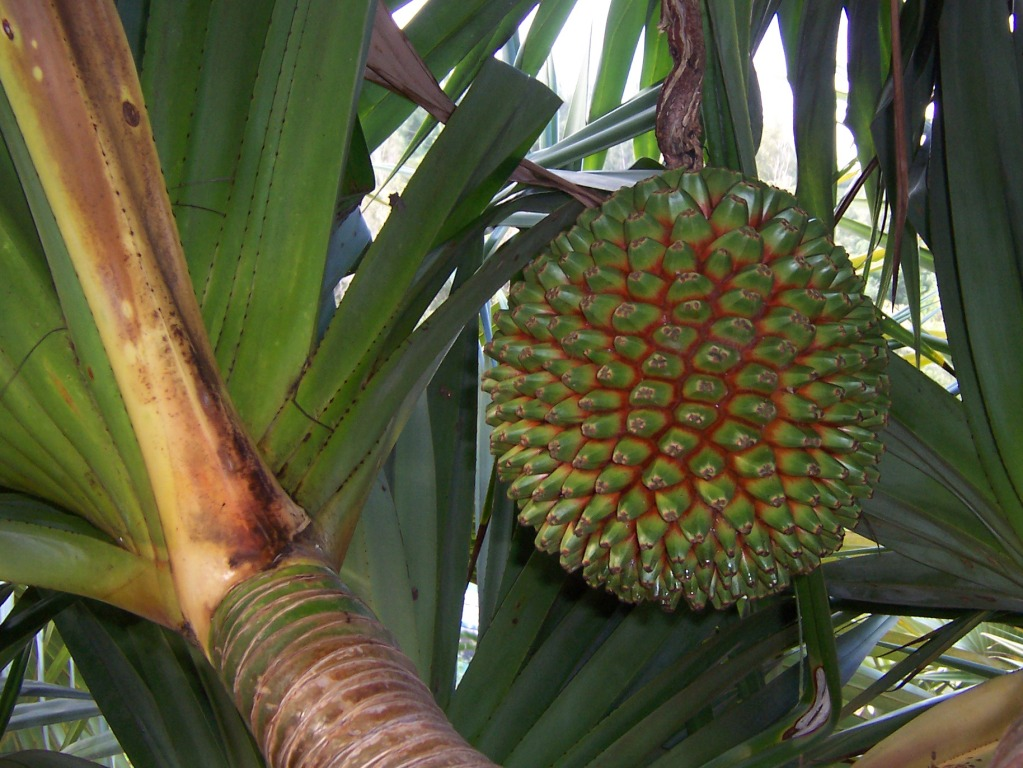
Pandanus utilis
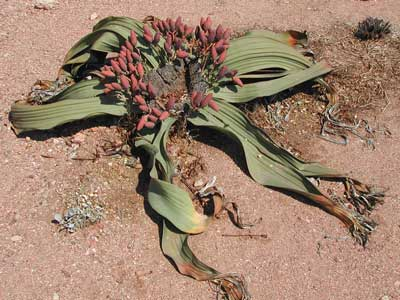
Вельвічія
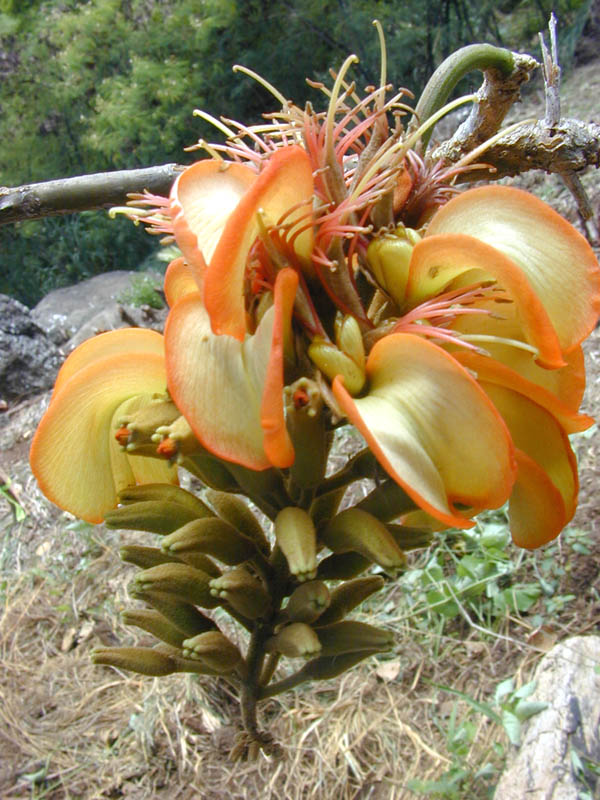
Еритрина гавайська
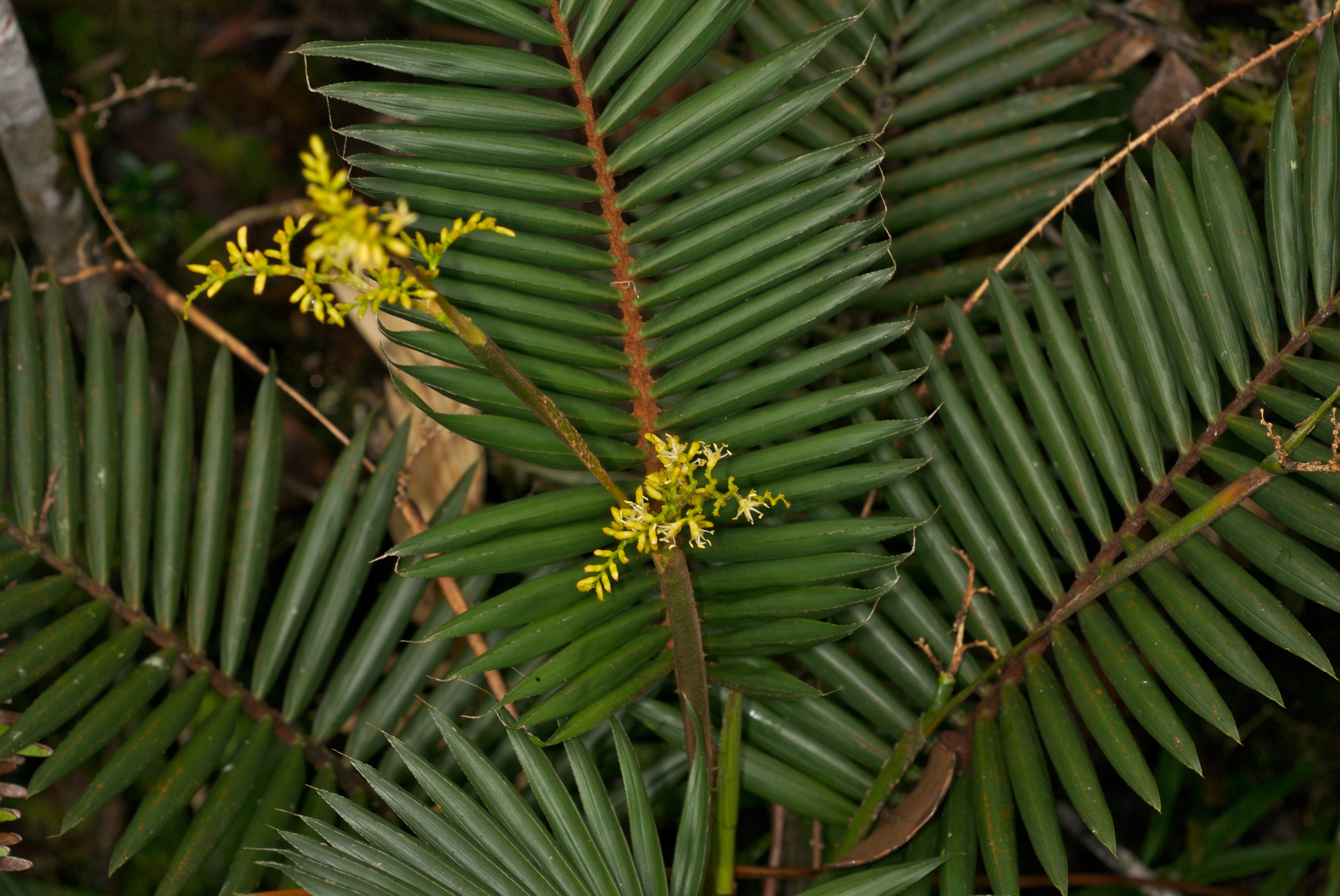
Calamus gibbsianus
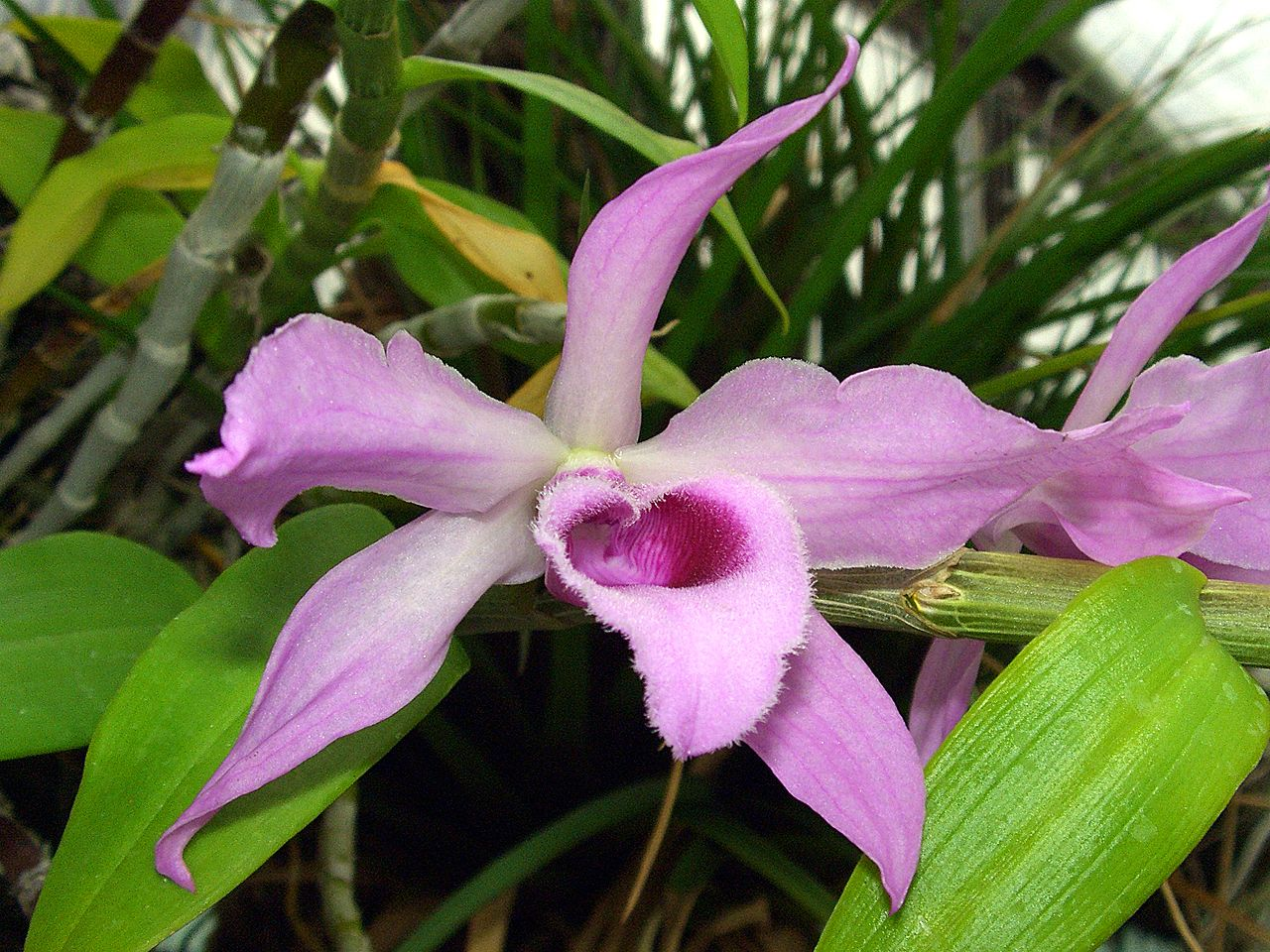
Dendrobium anosmum
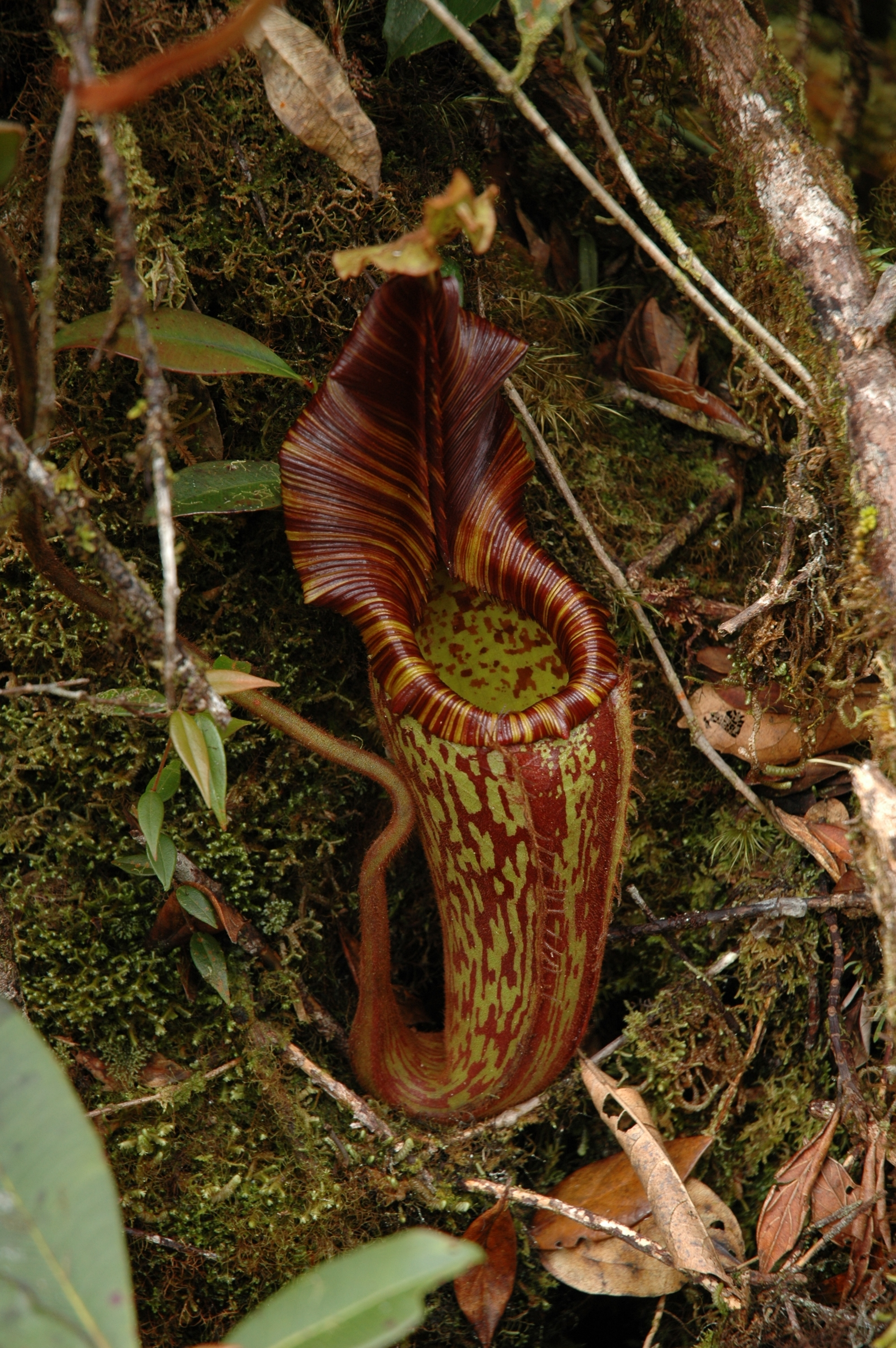
Nepestes hurreliana
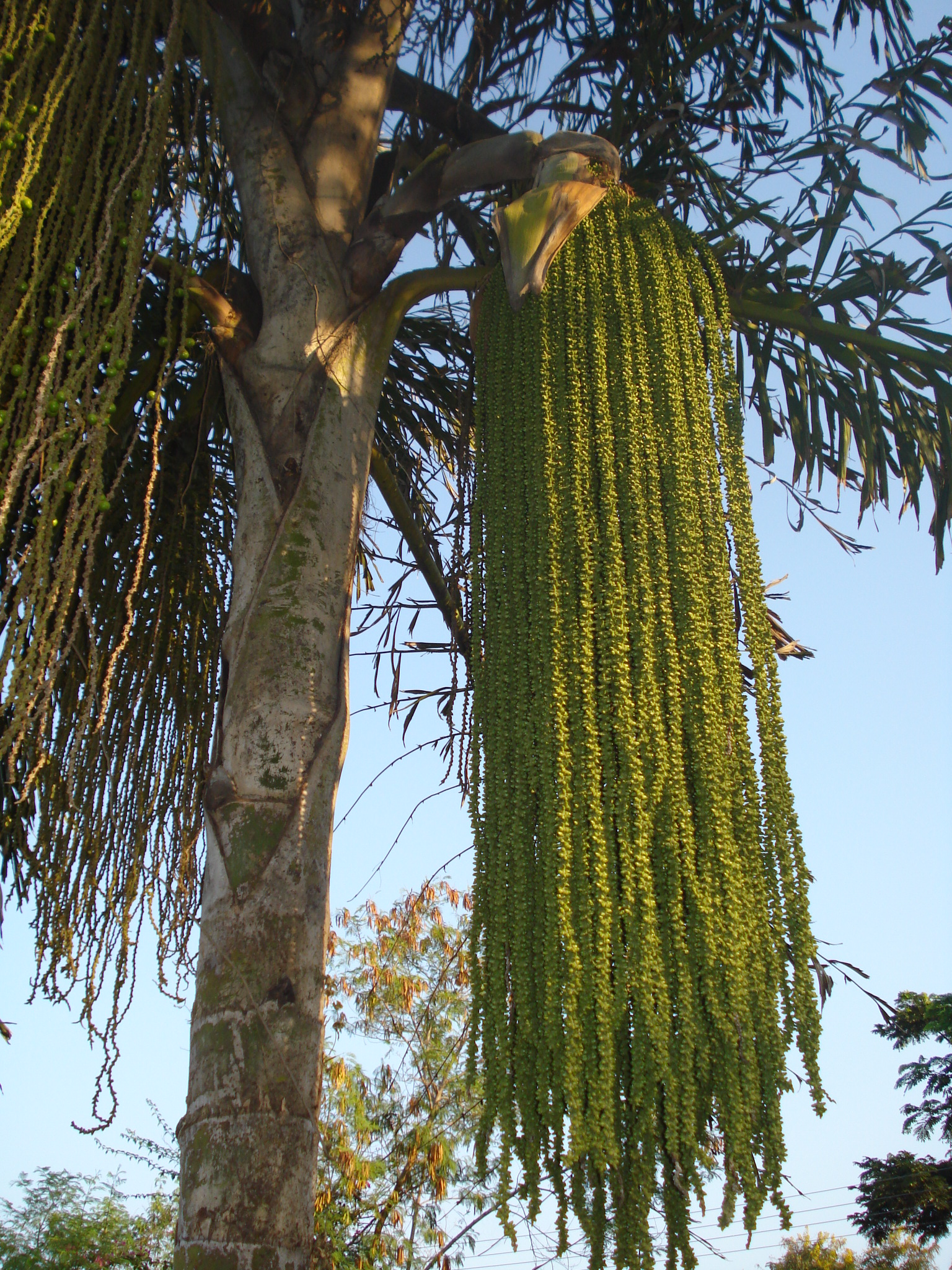
Caryota
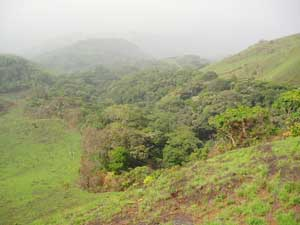
Галерейні ліси у Гвінеї
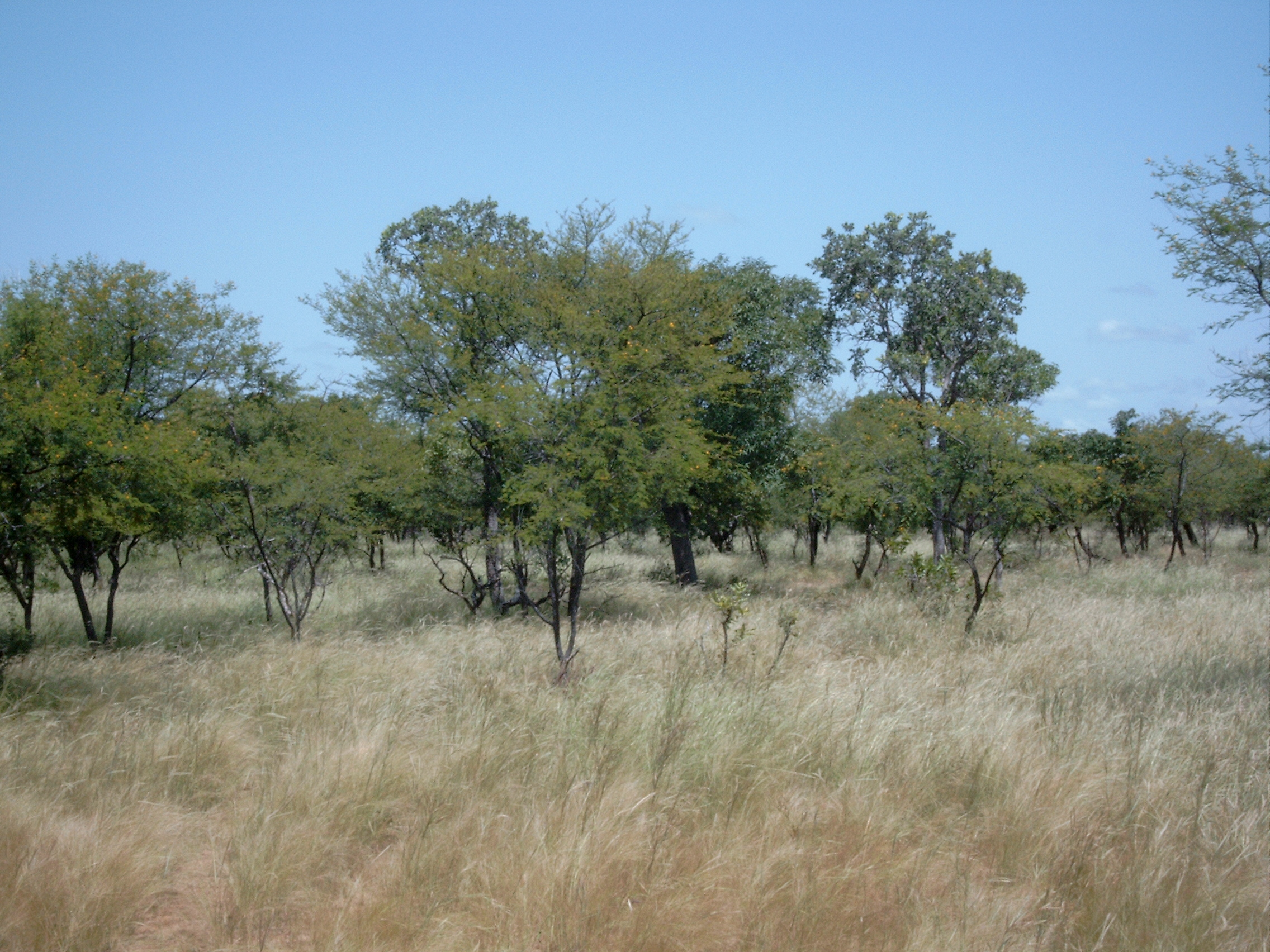
Тропічні і субтропічні злаківники, савани і рідколісся
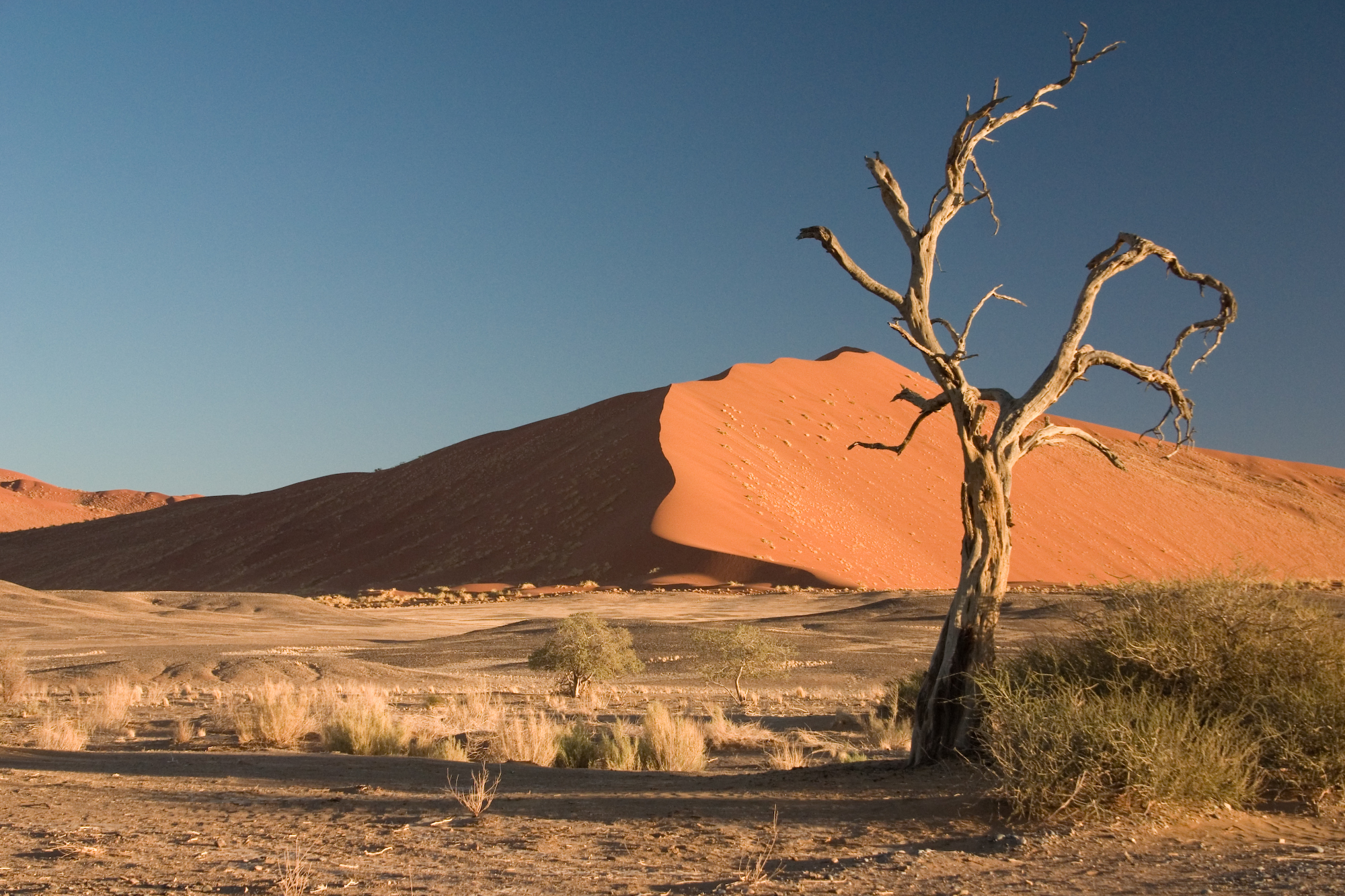
Acacia erioloba в пустелі Наміб
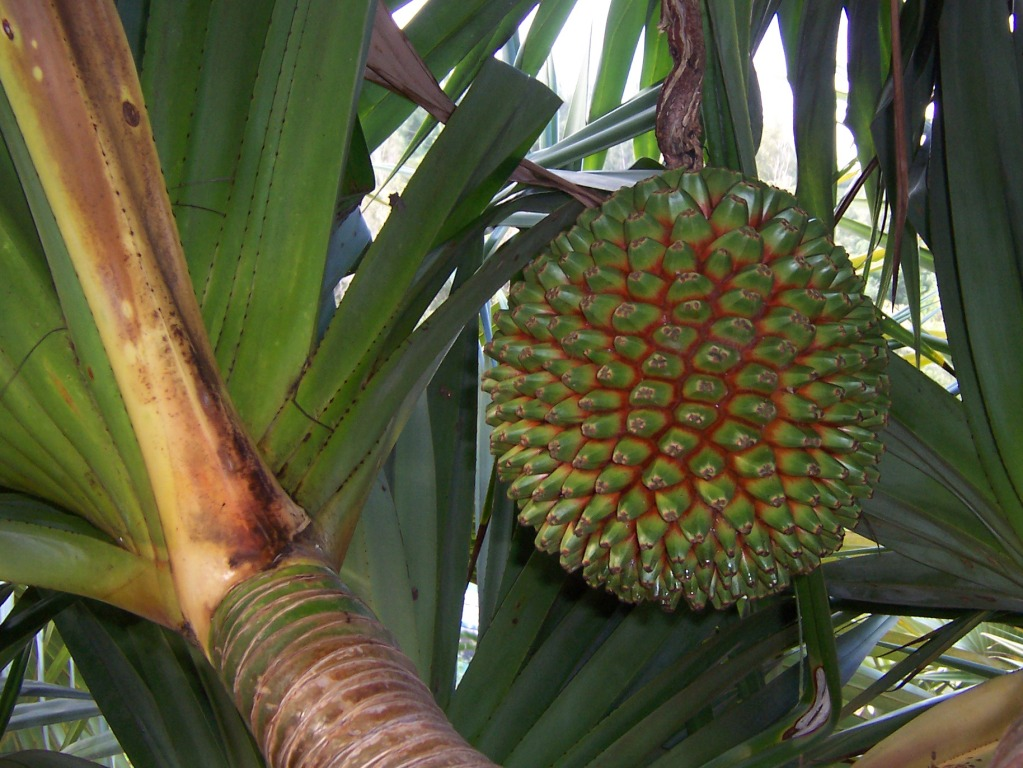
Pandanus utilis
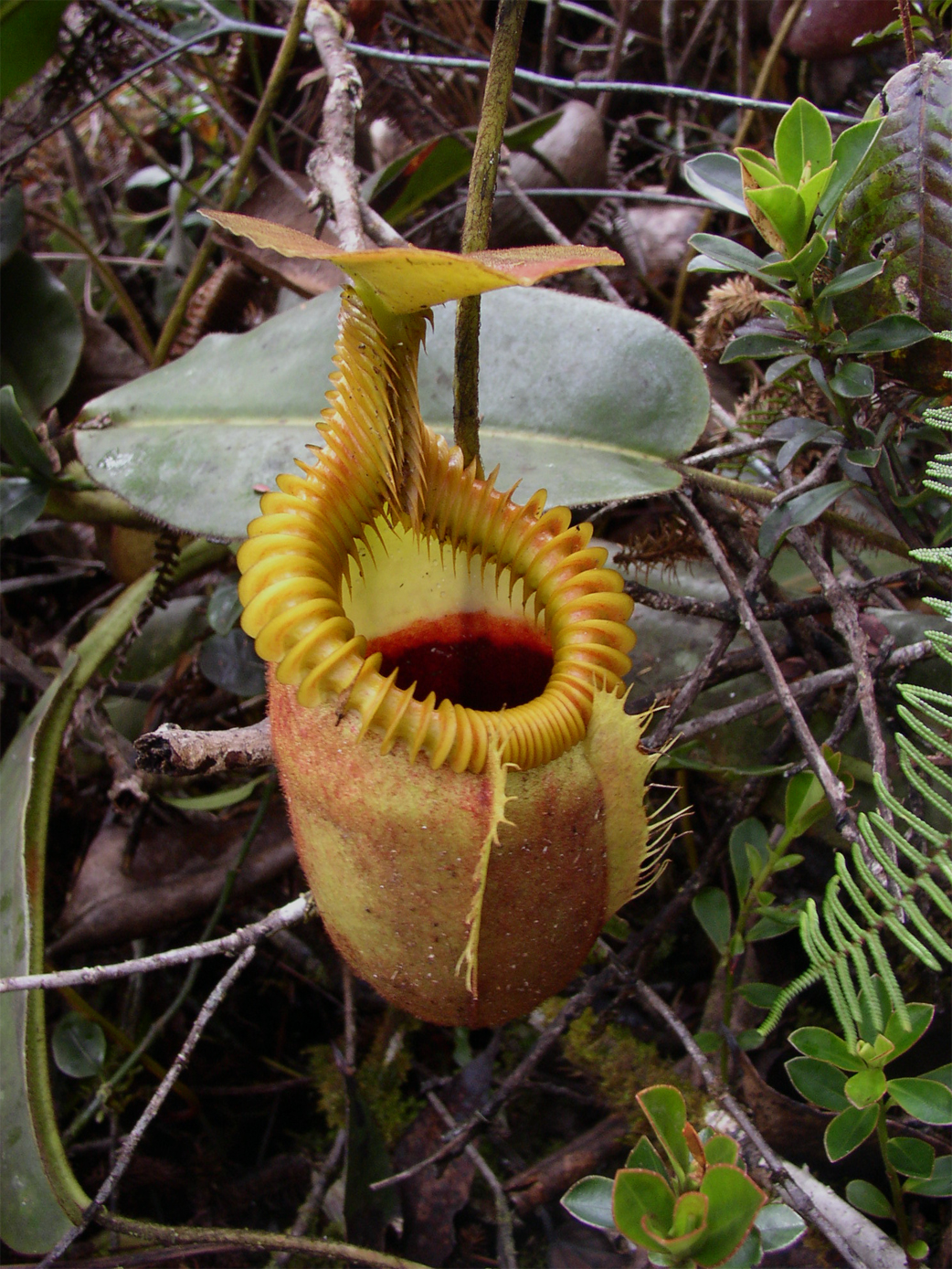
Nepenthes villosa